# Salcajá
Salcajá – miasto w Gwatemali, w departamencie Quetzaltenango, położone 13 km na północny wschód od stolicy departamentu miasta Quetzaltenango, nad rzeką Samalá. Miasto leży w rozległej kotlinie w górach Sierra Madre de Chiapas, na wysokości 2322 m n.p.m. Według danych szacunkowych w 2012 roku miejscowość liczyła 14 679 mieszkańców.

## Gmina Salcajá
Miasto jest siedzibą władz gminy o tej samej nazwie, która jest jedną z 24 gmin w departamencie. Gmina w 2012 roku liczyła 18 600 mieszkańców. 
Gmina jak na warunki Gwatemali jest bardzo mała, a jej powierzchnia obejmuje 12 km². Ludność gminy utrzymuje się głównie z rolnictwa oraz usług. W rolnictwie dominuje uprawa kukurydzy, pszenicy, fasoli, arbuzów, pozyskiwaniem kauczuku naturalnego i uprawą drzew owocowych.